# Тип 99 Арисака
Арисака Тип 99 (јап. 九九式短小銃 Kyū-kyū-shiki tan-shōjū) је јапанска пушка репетирка калибра 7.7x58mm, уведена у наоружање Јапанске царске војске непосредно пред почетак Другог светског рата. Након захтева војске за новом пушком у јачем калибру 7.7mm, јапански конструктори су је развили побољшањем и краћењем старије пушке Тип 38 коју је требало да замени у јединицама војске и жандармерије, међутим Јапанци нису успели да произведу до краја рата довољан број нових пушака, тако да је старија Тип 38 остала у појединим јединицама све до капитулације Јапана 1945.
Пушка Тип 99 Арисака је била најчешће и најбројније оружје Јапанске царске војске током Рата на Пацифику. Многе оружане формације су и након рата користиле заробљене јапанске пушке у сукобима на Далеком истоку.

## Развој
Јапанска царска војска је од 1906 користила доказану пушку Тип 38 Арисака калибра 6.5x50mm, коју је конструисао Киџиро Намбу, на бази система генерала Наријакире Арисаке. Ова пушка је деценијама служила у јединицама јапанске војске и била је цењена као одлично оружје, а јапански војници су између осталог ценили њен лагани трзај и чист пуцањ којим се не открива положај јер је мање звучна и нема ватреног одбљеска.
Међутим током кинеско-јапанског рата који је почео 1937, иако су Јапанци одлучно побеђивали, ипак је откривено да метак 6.5x50mm не поседује довољно снаге и да би било пожељно увести нову пушку у јачем калибру, овој одлуци је допринело и то што су Кинези користили метак 7.92x57mm који је бољих балистичкиx перформанси од 6.5mm. Јапански конструктори су 1932 дизајнирали тешки митраљез Тип 92 у новом калибру- 7.7x58mm, по свему судећи базиран на британском метку .303 British. Тестирањем на живим заробљеницима је установљено да нови метак испаљен из митраљеза има много јачу пробојну и зауставну моћ од старог 6.5mm, тако да је одлучено конструисати нову пушку управо у том калибру. Измене на новој пушци су следеће: краћа укупна дужина пушке, краћа цев, измењени нишани, продужена горња облога која штити цев и наравно нови метак, у почетку су нове пушке имале чак и преклопне шипкице поред задњег нишана, које би се користиле као противавионски нишан. Овако конструисана нова пушка је ушла у наоружање и серијску производњу 1939. године и добила је ознаку Тип 99.
Пушку Тип 99 је за Јапанску војску производило 9 предузећа, од тога седам у Јапану, и 2 на окупираним територијама, у корејском Инчону и у кинеском Мукдену. Тип 99 је прва пушка на свету са хромираном цеви ради лакшег чишћења. Првобитне Тип 99 су биле високог квалитета израде, међутим како се Рат на Пацифику интензивирао, квалитет произведених јапанских пушака је опадао у корист квантитета, хромирање је одбачено, а при крају рата су поједностављени чак и нишани. Пушке Тип 99 произведене при крају рата су врло лоше завршне обраде, у очајничком отпору савезницима.
Заробљене јапанске пушке су након рата коришћене од стране бројних оружаних формација са Далеког истока. Кинези су велики број ових пушака преправили у свој службени метак 7.92x57mm. Тајланђани су стечене Тип 99 преправили на амерички .30-06 (7.62x63mm). Такође, око 130.000 Тип 99 су под америчким надзором преправљене у Токијском арсеналу почетком 1950-их, на амерички .30-06 и предате су снагама Републике Кореје током Корејског рата.

## Корисници
- Јапанско царство— најбројнија пушка у наоружању Јапанске војске током Другог светског рата
- Република Кина— заробљене јапанске пушке Тип 99 су након рата преправљене у службени калибар 7.92x57mm и коришћене су од стране националистичких снага током Кинеског грађанског рата
- Република Кореја— одређени број јапанских Тип 99 су након рата преправљене у амерички калибар 7.62x63mm и коришћене су током Корејског рата
- Индонезија— јапанске пушке су коришћене током Индонезијског рата за независност
- Малезија— заробљене јапанске пушке су након рата коришћене од стране комунистичких побуњеника током Малајског устанка
- Филипини— јапанске пушке су коришћене током Другог светског рата од стране колаборационистичких снага, а касније и од стране комунистичких банди током Хукбалахапског устанка
- Северна Кореја— неки број коришћен током Корејског рата
- Тајланд— коришћене након 1945. Одређен број тајландских пушака су касније преправљене да користе амерички метак 7.62x63mm
- НР Кина— јапанске пушке Тип 99 су коришћене од стране комунистичких снага током Кинеског грађанског рата, а касније и током Корејског рата
- Северни Вијетнам— заробљене пушке Тип 99 коришћене од стране Вијетмина током Првог индокинеског рата, а касније и од стране Вијетконга током Вијетнамског рата